# Chondrocladia
Chondrocladia é um gênero de poríferos carnívoros.

## Espécies
| - Chondrocladia albatrossi Tendal, 1973 - Chondrocladia amphactis (Schmidt, 1880) - Chondrocladia antarctica Hentschel, 1914 - Chondrocladia arctica (Hansen, 1885) - Chondrocladia arenifera Brøndsted, 1929 - Chondrocladia asigmata Lévi, 1964 - Chondrocladia burtoni Tendal, 1973 - Chondrocladia clavata Ridley & Dendy, 1886 - Chondrocladia concrescens (Schmidt, 1880) - Chondrocladia crinita Ridley & Dendy, 1886 - Chondrocladia dichotoma Lévi, 1964 - Chondrocladia fatimae Boury-Esnault & Van Beveren, 1982 - Chondrocladia gigantea (Hansen, 1885) - Chondrocladia gracilis Lévi, 1964 - Chondrocladia guiteli Topsent, 1904 - Chondrocladia koltuni Vacelet, 2006 - Chondrocladia lampadiglobus Vacelet, 2006 – | - Chondrocladia levii Cristobo, Urgorri & Ríos, 2005 - Chondrocladia lyra Lee, Reiswig, Austin & Lundsten, 2012 - Chondrocladia magna Tanita, 1965 - Chondrocladia michaelsarsii Arnesen, 1920 - Chondrocladia multichela Lévi, 1964 - Chondrocladia nani Boury-Esnault & Van Beveren, 1982 - Chondrocladia nicolae Cristobo, Urgorri & Ríos, 2005 - Chondrocladia nucleus (Hansen, 1885) - Chondrocladia occulta - Chondrocladia pulvinata Lévi, 1964 - Chondrocladia scolionema Lévi, 1964 - Chondrocladia stipitata Ridley & Dendy, 1886 - Chondrocladia turbiformis - Chondrocladia vaceleti Cristobo, Urgorri & Ríos, 2005 - Chondrocladia verticillata Topsent, 1920 - Chondrocladia virgata Thomson, 1873 - Chondrocladia yatsui Topsent, 1930 |